# Krzysztof Wrzesiński
Krzysztof Piotr Wrzesiński (ur. 18 stycznia 1958 w Golubiu-Dobrzyniu, zm. 12 września 2016) – polski samorządowiec, wieloletni burmistrz Lubrańca.
Funkcję burmistrza Lubrańca sprawował w  I, IV, V, VI i VII – kadencji lubranieckiego samorządu, łącznie przez 20 lat. W wyborach samorządowych w 2014 był kandydatem Komitetu Wyborczego Wyborców Wspólnota Samorządowa. Zmarł w trakcie sprawowania urzędu 12 września 2016.